# فوكوروي (شيزوكا)
مدينة فوكوري (بالإنجليزية: Fukuroi)‏ هي أحد المدن التابعة لمحافظة شيزوكا. تأسست رسميًا في 03/11/1958. ويقدر عدد سكانها بـ 85163 نسمة حسب تقدير مكتب الإحصاء الياباني لعام 2012. تبلغ مساحة فوكوري 108.56 كم2. بكثافة سكانية تبلغ 784 نسمة/كم2.

## توأمة
لفوكوري (شيزوكا) اتفاقيات توأمة مع:
- شيوجيري

## أعلام
- جونيا كونو